# Younger Than Springtime
Younger Than Springtime från 1972 är ett musikalbum av Jan Johansson och Arne Domnérus med inspelningar från 1959 och 1960. Materialet var tidigare utgivet på singel eller EP.
Albumet återutgavs 1999 på cd under titeln Younger Than Springtime 1959-61, då kompletterat med några inspelningar från 1961.

## Låtlista
1. Younger Than Springtime (Richard Rodgers/Oscar Hammerstein) – 5:53
2. Where or When (Richard Rodgers/Lorenz Hart) – 4:07
3. Love for Sale (Cole Porter) – 5:44
4. Autumn Leaves (Joseph Kosma/Jacques Prévert/Johnny Mercer) – 3:15
5. Exactly Like You (Jimmy McHugh/Dorothy Fields) – 2:17
6. Now See How You Are (Oscar Pettiford/Woody Harris) – 6:41
7. There's a Small Hotel (Richard Rodgers/Lorenz Hart) – 3:17
8. Serenade in Blue (Harry Warren/Mack Gordon) – 3:02
9. Sometimes I'm Happy (Vincent Youmans) – 3:07
10. Mack the Knife (Kurt Weill/Bertolt Brecht) – 2:55

## Inspelningsdata
21 november 1959 – spår 1–7, 9
17 februari 1960 – spår 8

## Medverkande
- Jan Johansson – piano
- Arne Domnérus – altsax (spår 2, 5, 7, 9)
- Dan Jordan – bas (spår: 1, 3, 6, 10)
- Georg Riedel – bas (spår 2, 5, 7, 9)
- Sture Nordin – bas (spår 8)
- Egil Johansen – trummor (spår 8)
- William Schiöpffe – trummor (spår 1–3, 6, 7, 9, 10)